# مارتن غرينجر
مارتن غرينجر (بالإنجليزية: Martin Grainger)‏ (23 أغسطس 1972 في المملكة المتحدة - ) هو لاعب كرة قدم بريطاني في مركز الظهير. لعب مع برمنغهام سيتي وكوفنتري سيتي وكولتشستر يونايتد ونادي برينتفورد.

## وصلات خارجية
- مارتن غرينجر على موقع قاعدة بيانات كرة القدم.إي يو (الإنجليزية)
- مارتن غرينجر على موقع عالم كرة القدم.نت (الإنجليزية)